# Haralds Kārlis
Haralds Kārlis (Riga, 29 aprile 1991) è un ex cestista lettone.

## Palmarès
- Campionato lettone: 1

Valmiera: 2015-16